# Onthophagus andersoni
Onthophagus andersoni là một loài bọ cánh cứng trong họ Bọ hung (Scarabaeidae).